# Hiéron (Xénophon)
Pour les articles homonymes, voir Hiéron.
Hiéron, en grec ancien Ἱέρων, est un ouvrage philosophique, opuscule d'une trentaine de pages écrit par Xénophon d'Athènes vers 365 av. J.-C. qui s’oppose à la tyrannie, et vise Platon[réf. nécessaire].

## Introduction
Il s’agit d’un dialogue socratique qui montre les avantages et désavantages du tyran pour lui-même par lui-même. Pour Xénophon, la distinction entre le tyran et le roi réside dans l’eusébie et la tradition ; la légitimité du roi est différente de celle du tyran en ceci qu’elle ne dépend pas d’une usurpation.

## Cadre
Une visite du poète Simonide de Céos à la cour du tyran Hiéron, à Syracuse en Sicile.

## Personnages
- Hiéron Ier, tyran de Syracuse
- Simonide de Céos, poète

## Personnage évoqué
- Daïloque, homme dont Hiéron est épris.

## L'œuvre
- Si vous ne connaissez pas le sujet, laissez ce bandeau (vous pouvez alors contacter les auteurs).
- Si vous supprimez le contenu mis en cause (vous pouvez préalablement contacter les auteurs),

argumentez précisément cette suppression dans la page de discussion
(un manque de référence n'est pas un argument ; une recherche réelle de référence doit avoir été effectuée, être formellement documentée).

### Chapitre I. Comparaison de la vie du tyran et de celle du simple particulier
Comparant la vie du tyran à celle du simple particulier au sujet des plaisirs qui viennent des sens - vue, ouïe, odorat, goût, sexualité, volupté - se demandant laquelle est la plus heureuse, après avoir rappelé qu'il a connu les deux styles et conditions de vie, Simonide demande laquelle lui en a le plus appris naturellement sous le rapport de la joie et du chagrin. 
Hiéron retourne le propos à son interlocuteur, et lui demande ce qu’il vit lui-même pour se faciliter la comparaison, la réponse. 
Selon Simonide, le plaisir et la douleur des objets visibles chez les particuliers viennent davantage des organes des sens, en ce compris le sexe. Tous ressentons les impressions d’agréable et de pénible par tantôt le corps entier, tantôt l’âme, excepté lors du sommeil, qui ne sont pas expliquées, puisqu'elles sont alors plus distinctes. Les biens et les maux sont parfois l’affaire de l’âme ou et du corps entier, parfois de l’âme seule. Simonide affirme que le tyran a la peine moins grande et le bien plus grand ; contredit par Hiéron, puis Simonide met Hiéron face à la question de l’intérêt du statut de tyran, à quoi Hiéron explique que celui qui ne convoite pas la tyrannie est celui qui n’a pas encore connu les deux conditions de vie : le tyran ne peut se préoccuper des fêtes ni de réjouissances ou de voyages, parce que son gouvernement est sans cesse fragilisé par la convoitise et le risque d’usurpation par un autre. Pour ce qui est des objets perçus par les sens, le tyran ne peut que se méfier des présents ou des intentions qui lui viennent : ils sont soit rares, soit critiqués, ou visent la flatterie. Continuant sur le sujet des plaisirs par les sens, après la vue, Simonide aborde l’ouïe, parce que le tyran n’entend toujours que la louange et jamais l’injure, pour entendre Hiéron lui répondre que ce sens-là ne permet d’entendre jamais rien d’autre que la louange tantôt en vue de flatterie, tantôt de la part de gens dont les propos sont contraires aux desseins. 
Du goût, Hiéron dit que c’est de ce qui sort de l’ordinaire que viennent les plaisirs, et non l’habitude ; c’est parce que les gens croient la nourriture présente supérieure à leur ordinaire qu’ils s’attablent avec eux ; le tyran y est habitué. L’abondance et le superflu ne laissent pas de temps aux plaisirs de la satiété. La délectation vient trop vite lors d’abondance et de superflu, ce sont les mets qui sortent de l’ordinaire dont on savoure l’attente à plus forte raison : le tyran est habitué. « plus on prend de plaisir à une chose, plus elle a d’attirance ». Abordant l’odorat, Simonide critique les essences et parfums, destinés à couvrir les odeurs des autres et dont n’en faire retirer aucun plaisir à celui qui les porte. Les apprêts sont critiqués de manière générale, parce que susceptibles de « satisfaire un goût affaibli et corrompu par les délices ». 
Abordant la volupté, l’amour et le mariage, Hiéron répond à Simonide que le particulier a l’avantage sur le tyran : le mariage n’a pas lieu entre personnes égales, ni pour ce que l’on peut en espérer, parce qu’il n’a aucun avantage en honneurs à cause de sa suprématie, ou de se contenter par défaut d’épouser une étrangère ou une esclave, et il n’y a rien de satisfaisant : L’esclave n’a pas de fierté propre, ou en a moins, et la différence de rang laisse l’époux insensible aux soins de sa personne. S’il s’agit d’un homme, la volupté et les amours sont d’autant moins intenses, parce qu’un tyran n’est pas enclin à tomber amoureux, encore moins si le partenaire est offert au lieu d’être acquis. Même de son amour avoué pour Daïloque, Hiéron préfère les faveurs à partir de l’amitié et du plein gré. Même dans la dispute, la sensualité vaut mieux que la sexualité. Il y a moins de velléité amoureuse entre particuliers qui s’aiment d’un amour par complaisance et sans contrainte ; le tyran n’a jamais le droit de se croire aimé, sinon par une contrainte insincère de l’amour, ou par le mensonge.

### Chapitre II
Hiéron répète que les particuliers se laissent séduire par les yeux, sans savoir que le bonheur nait dans l’âme. Et d’insister, parce que Simonide lui-même se présente pour voir avec les yeux plutôt que l’esprit. Poursuivant sur les biens moins grands et les maux plus grands, Simonide et Hiéron en viennent à discuter de ceux de la guerre, qui occasionne le plus grand mal à tous les biens d’exception que Simonide dit appartenir au tyran. Usurpateur, le tyran est d’autant plus tenu responsable des échecs - ou des morts - en cas de guerres qu’il est illégitime, et de toute façon partout sujet à hostilité. La paix n’est un bienfait que pour les particuliers, et Hiéron en tient pour preuve que le tyran doit se faire attribuer des gardes du corps. Puis Xénophon oppose la joie de la victoire personnelle à la méfiance du tyran, qui ne trouve de victoire qu’au prix de vies humaines, conspirateurs ou autres. La tyrannie exclue la gloire partagée, parce ce que son statut et sa conduite ne sont pas honorables, ni ce qui en découle. Hiéron, le tyran, soutient une guerre pendant tout son règne, et toute sa vie.

### Chapitre III. De l'amitié
La privation des avantages des amitiés pour un tyran est un mal, parce que nul particulier qui le fréquente n’est charmé ni de sa présence, ni de lui faire du bien ni de lui vouloir. Le tyran n’est ni soutenu, ni sollicité, ni avec le charme ou l’allégresse que l’on peut constater en cas d’amitié. L’amitié est un bien pour la Cité : détruire l’affection d’une femme pour un homme est un crime qui requiert la mort sans punition, ce qui n’est pas possible dans le cas de l’homme : l’affection d’un homme pour une femme ne peut être détruite si la tendresse est présente, intacte. L’homme aimé s’attire le bien par les dieux autant que par les hommes, et reçoit le bien d’un amour réel ; les amitiés sont parentales, fraternelles, conjugales ou amicales : fortes chez le particulier, elles sont absentes pour le tyran, usurpateur fratricide ou parricide. Xénophon rappelle par la bouche de Hiéron que dans le passé, on a connu des tyrans assassinés par leurs proches, amis ou épouses : le tyran ne peut croire qu’en une apparence d’amitié, d’une affection que la haine peut à tout moment remplacer.

### Chapitre IV
De la confiance : en manquer, c’est être privé d’un grand bien ; le tyran ne peut se fier à personne entièrement : il doit se méfier de ce qu’il mange, boit, utilise des gouteurs avant de rendre hommage aux dieux, et vit dans la méfiance. Les meurtriers sont déclarés impurs, tandis que l’on érige des monuments ou des statues aux assassins des tyrans. Une victoire par un tyran ne suscite aucune fierté au vainqueur : à l’athlète vaincu, il rappelle que sa victoire n’a rien à voir avec le talent ; d’un autre tyran vaincu au combat, il n’en veut qu’à l’opulence - la rivalité, la victoire n’a que la valeur de richesses enviées. Passant de là au thème des désirs, Xénophon oppose le désir du particulier à la convoitise du tyran : ceux du premier coûtent plus de peines et dangers qu’à l’autre. Le tyran amasse des biens : Xénophon rappelle par les propos de Hiéron que la richesses n’est pas une affaire de la quantité de biens, mais de l’usage qui en est fait, rappelant en même temps que ce qui est en grande quantité est au-delà de ce qui suffit, et ce qui vaut peu est l’inverse. Le tyran a moins de loisirs que le particulier, en ceci qu’il dépense davantage à sa sûreté qu’à ce qui lui est nécessaire pour le quotidien ; pour le tyran, les actes malhonnêtes sont une preuve de l’indigence d’une vie sans amis et sans alliés et il les considère comme nécessaires et injustes. Xénophon fait dire au tyran que ce qui lui est indispensable est créé par de nouveaux besoins.

### Chapitre V. Le tyran supprime les hommes de valeur
La tyrannie oblige à se méfier de la valeur, l’habilité et la justice des hommes vaillants, dont ils se débarrassent au mépris de la justice ou la volonté du peuple, d’où le fait qu’ils doivent utiliser à leurs fins des hommes de peu de valeur : ils reconnaissent la valeur d’hommes valables pour la Cité au mépris d’un amour obligatoire pour elle, dont il dépend. Le tyran dépend d’autant plus de la Cité qu’il doit craindre au risque de sa vie de l’armer comme il se doit ; et il dépend de sa Cité au mépris de ces citoyens, puisque, illégitime, il confie sa sécurité et celle de la Cité à des étrangers plus volontiers qu’à des citoyens, et par conséquent, il doit préférer ses citoyens pauvres et soumis.

### Chapitre VI
Pour comparer les deux conditions, que Hiéron a connues, il aborde les différences, et répète combien ses plaisirs sont gâchés par la crainte. Illégitime, il ne peut plus compter sur ses amis d’avant, devenus esclaves ou incapables de bienveillance à son égard ; il craint l’ivresse, le sommeil. Ses amis ne lui inspirent pas plus de confiance que la foule, il craint autant la solitude que la foule, et autant que sa garde. De certains hommes libres, il est contraint de faire des esclaves, et affranchit les esclaves par contrainte, ou par crainte, cette crainte qui accompagne et gâche les plaisirs. À la guerre, un tyran croit tout ce qui l’entoure être son ennemi, sans ni manger ni dormir tranquillement. Dans sa vie, le tyran ne peut compter ni sur la fidélité de sa garde, ni sur celles de ses relations, dont il doit mettre certaines personnes à mort après les avoir regardées vivre. Si le tyran punit par la mort, il se doit de ne pas considérer tous ceux qu’il condamne au même titre, en dépit de leurs intentions dont le tyran se méfie ; le tyran ne régnerait sur personne si l’hostilité dont il se méfie était avérée à chaque fois qu’il a des soupçons. La puissance du tyran ne dépend ni de lui, ni de ses victoires, et de surcroît, le plaisir n’existe ni en craignant les ennemis potentiels, ni en devant les mettre à mort. Le tyran craint et traite le particulier comme on traite un objet : s’il est à la fois dangereux ou incommode mais utile : on souffre de le garder, on souffre de s'en défaire.

### Chapitre VII
Lorsque Simonide définit le tyran comme « le héros du moment », il différencie l’homme de l’animal par le désir des honneurs, non sans avoir utilisé un autre mot avant d’aborder le sujet. Les honneurs dont joui un tyran sont dus à la crainte que son gouvernement inspire, et sont dès lors dépourvus de charme, certes par les ennuis dont il est question depuis le début du dialogue, mais également par le besoin de maintenir son statut, qu’il semble aimer pour les honneurs et les louanges qui lui sont attachées. Le désir fait partie de la nature ; et plus cet amour est grand, plus l’homme se rapproche de sa nature humaine. Le plaisir humain des honneurs est de tous celui qui rapproche l’homme du divin.
La réponse de Hiéron rappelle à Simonide ce qui a déjà été dit sur les amours complaisantes, contraintes, forcées, arrachées, et les écartent de toute confusion en différenciant hommage et acte servile, honneur et vulgarité. Le vulgaire est défini par celui qui fait des présents à celui qu’il déteste, qui rend les honneurs par crainte, sans jouir d’un bienfaiteur avec affection, mais d’un tyran qui n’est digne ni de louanges, ni de bonheur sans crainte. À Simonide qui s’étonne qu’un tyran ne se résout pas à abdiquer à cause de tous ces inconvénients, Hiéron répond qu’aucune peine, aucune condamnation ne peut compenser, racheter ses méfaits, ni matériellement, ni moralement, et n’a de bien ni en se rachetant, ni en se justifiant.

### Chapitre VIII
Le pouvoir de la tyrannie a des avantages sur la vie privée, Simonide en parait convaincu, au point d’essayer d’en convaincre Hiéron qu’il n’empêche d’être aimé contrairement à ce que semble exprimer Hiéron : le tyran, s’attire plus de reconnaissance que le particulier, et quand bien même ils seraient moindre, ils seraient de meilleure qualité. Et Xénophon de rappeler sur le ton de la moquerie que les dieux accordent une « sorte de » dignité et de grâce au souverain par son autorité et son rang. Piqué, Hiéron répond que le tyran se rend odieux avec des particuliers par une justice qu’il se doit d’appliquer pour son propre compte, à charge d’un peuple imposé qui respecte les droits de tous. Xénophon oppose le mercenaire au service du tyran à un particulier au service des droits de tous : Le particulier est imposé pour un bien commun, le tribut qu’impose le tyran ne satisfait que son ambition propre (le prix que coutent les mercenaires est pris en exemple de cherté).

### Chapitre IX
L’injustice du tyran est forcée et partiale : il doit déléguer lorsqu’il faut punir pour ne pas se rendre impopulaire, et passer pour un juge loyal alors qu’il ne peut que récompenser en public, pour en susciter quelque reconnaissance. La justice n’existe pas si on n’en retire que reconnaissance et louanges aux yeux du public, contre ce que la loi dicte. Abordant un parallèle fait au Chapitre XIII de l’Économique entre la justice et la récompense, Xénophon recommande la récompense pour l’excellence, et vante les progrès que suscitent l’émulation à l’amour du travail, notamment selon le précepte qui dit que « L’idée de mal faire vient moins aux gens occupés ». Selon Xénophon, les revenus de ceux qui encouragent à l’émulation de l’amour du travail accroissent : comme la négoce profite à la Cité, l’excellence encouragée par une récompense pousse autrui à rechercher des moyens d’atteindre cette excellence : il en va de cette excellence comme de son amélioration, et la recherche de choses utiles en suscite nécessairement davantage.

### Chapitre X.
Hiéron fait comprendre à Simonide les mercenaires que le tyran est obligé d’employer jouent un rôle dans son impopularité, mais pose la question de l’utilité de la garde d’un souverain légitime.

Pour Simonide, c’est le besoin qui rend la garde utile au souverain légitime : « plus l’homme a de quoi satisfaire ses besoins, plus il est porté à la violence » ; la garde est utile parce qu’elle assagit les gens portés à la violence, et les mercenaires sous les ordres du tyran doivent lui obéir pour le bien commun (Simonide donne à Hiéron l’agriculture en exemple pour lequel les mercenaires pourraient intervenir en cas de méfait, afin de rendre une image de confiance et de sécurité). La sécurité permanente que procurent les gardes vaut tant en risque de guerre qu’en cas de guerre, et force l’ennemi à la paix ; la protection de chacun vis-à-vis d’autrui contribue à la sécurité et la concorde : le citoyen convaincu de sa sécurité assurera celle du gardien en retour.

### Chapitre XI. Que le tyran fasse le bonheur de ses sujets. Il sera heureux lui-même
Selon Simonide, le tyran ne doit pas tomber dans le travers de dépenser sa fortune particulière au nom du bien commun, parce qu’aucune occupation ne mérite que le tyran se donne un particulier pour concurrent : de trop grands torts contrebalancent les honneurs auxquels un vainqueur a droit, ou qu’il pourrait revendiquer. Ne peut être revendiqué que ce qui est remporté, gagné entre gens d’un rang égal en pouvoir, avec pour effet l’affection populaire, et le renversement de tous les qualités dont il souffre de bonnes en meilleures. Le conseil de Simonide à Hiéron est de vaincre par les bienfaits pour être heureux sans être envié.